# ちょっとFallin' Love
「ちょっとFallin’ Love」（ちょっとフォーリンラブ）は、1988年5月18日にリリースされた、渡辺美奈代の8枚目のシングル。CBSソニーより発売された。

## 解説
- 音楽プロデューサーとして、ムーンライダーズの鈴木慶一を迎え、ブリブリアイドル路線から、タイトルの連呼と頭サビを特徴とする60年代ポップス調のオールディーズ路線へと唐突に方向性を変えてきた。
- アイドルに楽曲を提供した鈴木慶一ワークスの1曲として、各種コンピレーション・アルバムにも収録されている同曲であるが、鈴木はWebメディアのインタビューの中で「ちょっとFallin' Love」は完全にフィル・スペクターのウォール・オブ・サウンドであると、制作過程の一端を語っている。[1]おニャン子繋がりで、渡辺満里奈の「うれしい予感」（作曲：大瀧詠一）は典型的なウォール・オブ・サウンドの影響下にある楽曲とされている。
- 「♪ちょっと ○○○○」という歌詞が曲中、16回繰り返し登場する。
- 作曲家として名を連ねている渚十吾は、当時CBSソニーで担当ディレクターを務めていた黒田日出良のペンネーム（後に同名義で作家・ソロアーティストとして活動している）である。この当時、渡辺は相性もよかった黒田のことを親しみを込めて「お父さん」と呼んでいたが、5歳しか年の違わない黒田はこれをひどく嫌がっていた[2]。
- この曲から髪型をショートカットに変えている。

## 収録曲
1. ちょっとFallin’ Love（3:16）
  - 作詞: 文園千津子／作曲: 鈴木慶一、渚十吾／編曲: 鈴木慶一
2. ほめてよHold Me Tight（4:06）
  - 作詞: 蓮田ひろか／作曲・編曲: 鈴木慶一

## 収録作品
CD
- My Boy -歌え! 太陽- a summer place
- KISS! KISS! KISS! -MINAYO WATANABE BEST-
- 渡辺美奈代ベスト・コレクション
- GOLDEN☆BEST 渡辺美奈代 SINGLES
- 渡辺美奈代 30th Anniversary Complete Singles Collection Disc 1 M-15/M-16
- 結成30周年記念CD-BOX シングルレコード復刻ニャンニャン Disc 96 ※オリジナカラオケ含む
- おニャン子クラブ(結成30周年記念) シングルレコード復刻ニャンニャン［通常盤］7 Disc 1 M-3/M-4
- ムーンライダーズのいい仕事!Sony Music編 M-01
- Keiichi Suzuki chronicle 1970-2015 謀らずも朝夕45年 鈴木慶一 45周年記念ベスト・アルバム Dics 3 M-11